# Evangelisk-lutherska kyrkan i Tanzania
Evangelisk-lutherska kyrkan i Tanzania är ett kristet trossamfund i Tanzania.
En av kyrkans biskopar var från 1961 svensken Bengt Sundkler.